# Shein
Shein (кит. 希音, стилизовано как SHEIN) — международный онлайн-ритейлер быстрой моды и сеть всплывающих магазинов, популярная среди потребителей поколения Z. Компания основана в 2008 году в Нанкине бизнесменом Крисом Сюем под названием ZZKKO; в 2022 году перенесла свою штаб-квартиру в Сингапур. В 2023 году бренд SHEIN был оценен в 24,25 млрд долларов.

## История
Компания ZZKKO была основана в октябре 2008 года в китайском городе Нанкин (провинция Цзянсу). Её основателем выступил Сюй Янтянь (Крис Сюй) — бывший консультант по маркетингу и поисковой оптимизации. Изначально компания работала по модели прямых поставок, закупая продукцию на оптовом рынке одежды в Гуанчжоу (Гуандун). ZZKKO специализировалась на экспорте китайских свадебных платьев на рынки Запада; в 2012 году она сменила название на SheInside.com и расширила ассортимент женской одежды, в 2014 году приобрела онлайн-ритейлера ROMWE и начала развивать собственную цепь поставок.
В 2015 году Крис Сюй провёл ребрендинг и сократил название компании до Shein, а также перенёс штаб-квартиру из Нанкина в Гуанчжоу и начал активно развивать бренд быстрой моды. Shein стала разрабатывать собственные модели одежды, размещая заказы на многочисленных швейных фабриках Гуандуна (особенно в «швейном районе» Паньюй). С 2017 года продажи компании резко возросли. В 2019 году Крис Сюй перерегистрировал весь свой бизнес на сингапурскую компанию Roadget Business Pte. Ltd..
Росту продаж через мобильное приложение Shein способствовали как успехи компании в социальной сети TikTok, так и длительный карантин во время пандемии COVID-19. На фоне торговой войны между США и Китаем бизнес-модель Shein даже выиграла и получила налоговые преимущества. Благодаря всем этим факторам оборот Shein в 2020 году достиг 10 млрд долларов. В мае 2021 года Shein обогнала Amazon как самое загружаемое приложение для покупок в американском App Store.
В 2022 году Shein перенесла операционную штаб-квартиру из Южного Китая в Сингапур и открыла крупный дистрибьюторский центр в американском округе Бун (штат Индиана), однако её основные логистические мощности остались в районе Гуанчжоу. По итогам 2022 года продажи компании составили 23 млрд долларов. В марте 2023 года Shein провела частный раунд финансирования и смогла привлечь 2 млрд долларов от таких глобальных инвесторов, как General Atlantic, Tiger Global Management, Sequoia Capital и Mubadala Investment Company; в ходе этого раунда Shein была оценена в более чем 60 млрд долларов.
В августе 2023 года Shein создала совместное предприятие с модным конгломератом SPARC Group (Нью-Йорк), который владеет американской сетью магазинов модной одежды Forever 21 (сделка позволила продвигать бренд Forever 21 через интернет-магазин Shein, а товары под брендом Shein — в розничных магазинах Forever 21). В октябре 2023 года Shein приобрела у британского конгломерата Frasers Group модный бренд женской одежды Missguided, который базируется в Большом Манчестере.
Весной 2025 года, после ввода больших пошлин на импорт из Китая, Shein начала снижать активность в США и расширять свою деятельность в Великобритании, Франции и Бразилии. После снижения пошлин Shein снизил розничные цены в США.

## Деятельность

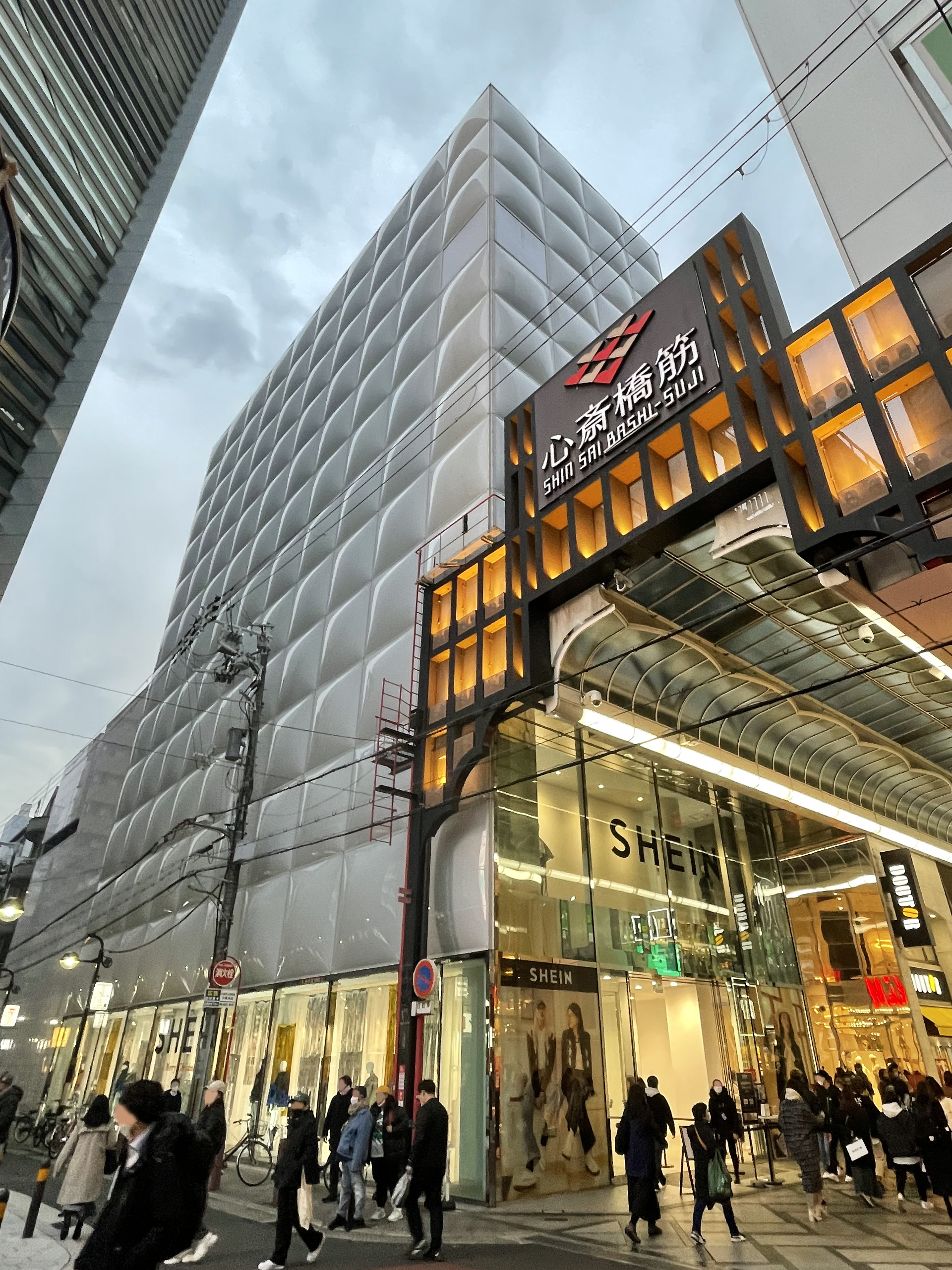
Магазин Shein в Японии

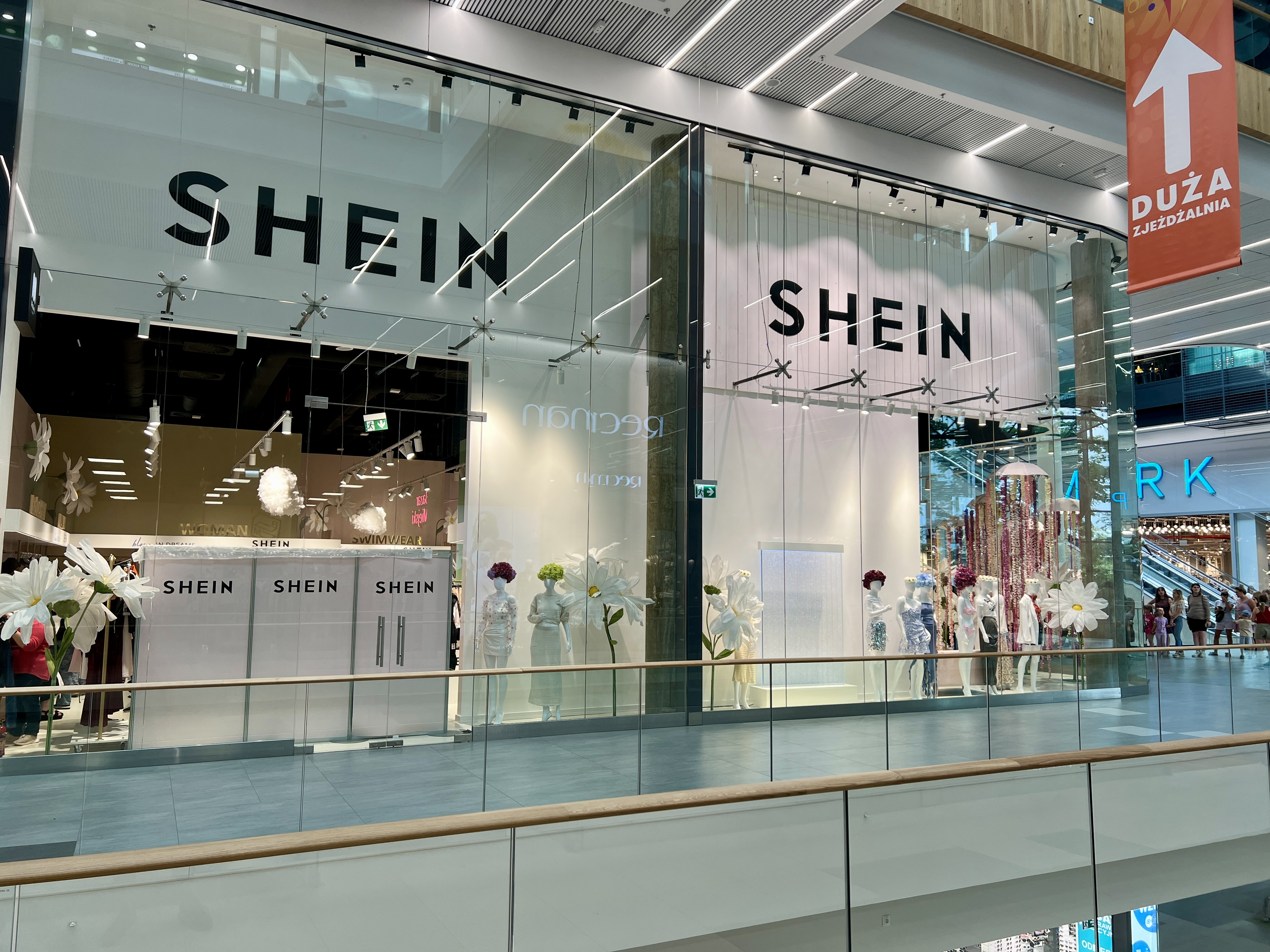
Магазин Shein в Польше

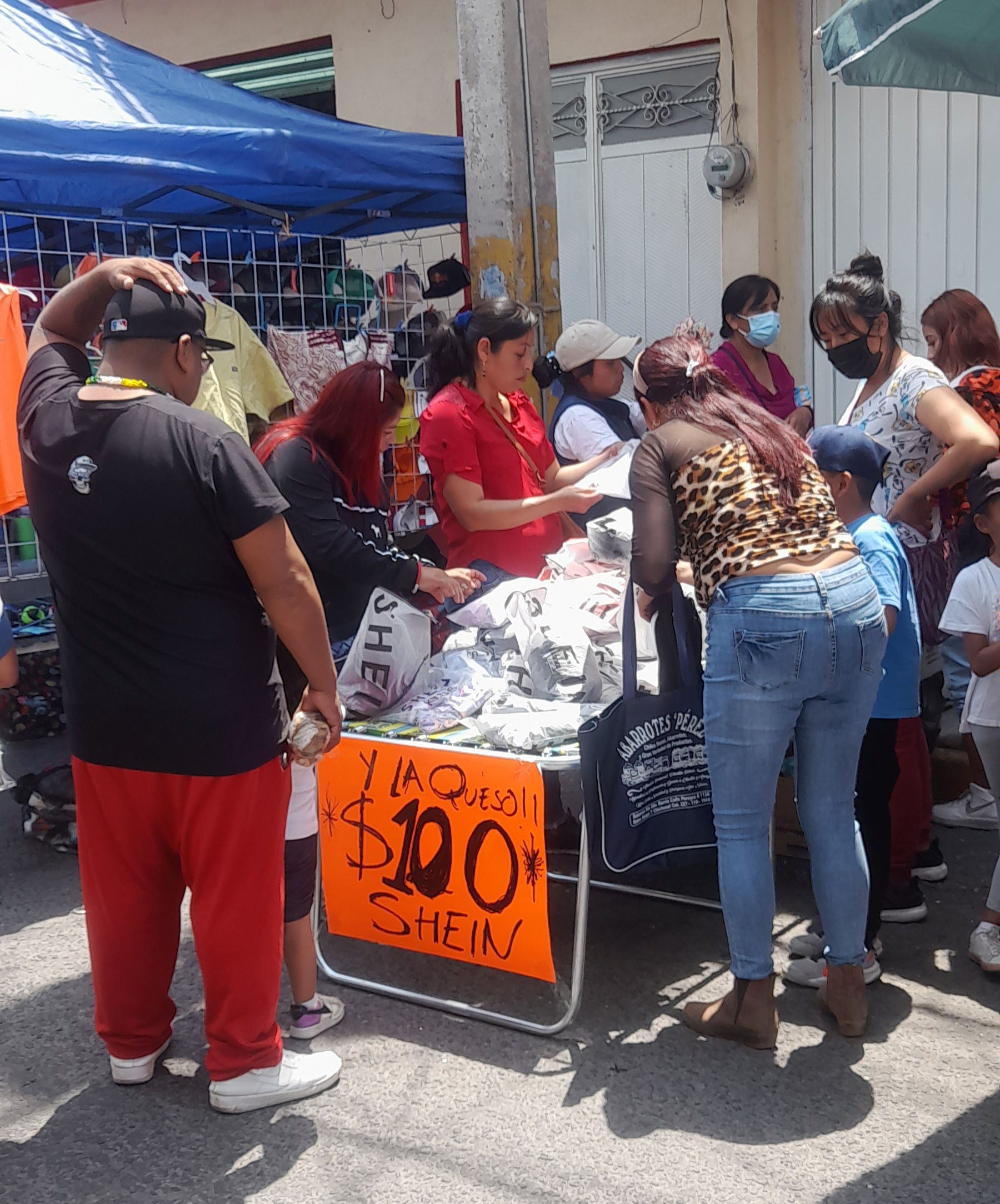
Продажа одежды бренда Shein на уличном рынке в Мексике

Компания Shein работает через свой интернет-магазин низких цен по всему миру, дополнительно привлекая клиентов подарочными сертификатами и бонусными программами. Shein ориентируется на женщин поколения Z, компания активно работает со звёздами шоу-бизнеса и спорта, модными блогерами и другими инфлюэнсерами в социальных сетях (особенно в TikTok, YouTube, Facebook, Instagram, Pinterest, X, WhatsApp и Telegram). Товары можно получить экспресс-доставкой или во «всплывающих» магазинах сети. Компания заказывает продукцию у больших производителей и оптовых поставщиков, дальнейшая дистрибуция осуществляется через собственную логистическую сеть, в том числе через региональные складские центры.
Основными рынками сбыта Shein являются США, Канада, Великобритания и Австралия, также компания широко представлена на Ближнем Востоке, в Японии, Южной Корее, Индии, Бразилии, Мексике, Индонезии, Германии, Франции, Италии, Испании и Польше. Подавляющая часть товаров производится в Китае, однако растёт доля заказов на фабриках в Бразилии, Индии и Турции.
Shein широко использует собственные алгоритмы и большие данные для разработки новых моделей и продвижения товаров в социальных сетях. Как только какая-то модель становится вирусной среди целевой аудитории, компания делает дополнительный заказ на быстрое производство большой партии товара, распределяя его среди многочисленных фабрик-партнёров в Китае. Поскольку Shein не имеет собственной сети постоянных магазинов и пересылает товары клиентам напрямую, она не платит арендную плату и зарплату продавцам, а также пошлины за импорт оптовых партий одежды, как это делают другие ритейлеры.
Основными конкурентами Shein в секторе быстрой моды являются H&M (Швеция), Zara и Mango (Испания), ASOS, Topshop, Peacocks, Boohoo и PrettyLittleThing (Великобритания), Primark (Ирландия), Gap, Forever 21, Fashion Nova, American Eagle Outfitters, Urban Outfitters, Old Navy и Abercrombie & Fitch (США), Temu (Китай), C&A (Бельгия), Uniqlo (Япония) и Charlotte Russe (Канада).

## Критика
Многие товары, продаваемые на платформе Shein, имеют непрозрачное происхождение, низкое качество или произведены из сырья с вредными компонентами. Китайские поставщики, работающие с Shein, нередко нарушают авторские права западных дизайнеров и трудовое законодательство, злоупотребляя ненормированным рабочим днём сотрудников и плохими условиями труда (включая плохую вентиляцию, заблокированные коридоры и лестницы цехов). Некоторые мелкие поставщики относятся к китайской теневой экономике: они официально не оформляют заказы и наёмных рабочих, уклоняются от уплаты налогов. Многие фабрики, работающие на Shein, используют хлопок, собранный с использованием принудительного труда уйгуров в Синьцзяне.
Приложение Shein и аккаунты фирмы в социальных сетях вызывают зависимость у молодёжи, а низкие цены провоцируют людей покупать вещи, которые им не нужны. Из-за дешевизны большая часть одежды Shein имеет невысокое качество, быстро изнашивается и выбрасывается, что усугубляет проблему текстильных отходов. В ответ на критику Shein запустила в своем американском приложении сервис перепродажи секонд-хенда, который позволяет покупать и продавать подержанную одежду бренда.
Shein нанимала ведущие юридические и лоббистские фирмы США чтобы снять с себя обвинения в нарушении экологических норм и использовании на фабриках принудительного труда.
Многочисленные претензии к Shein за нарушение авторских прав и копирование дизайна имели американские компании Levi Strauss & Co., Dr. Martens, Deckers Brands и Ralph Lauren Corporation, японская сеть Uniqlo, а также власти Мексики, различные дизайнеры одежды и украшений, небольшие модные бренды и независимые бутики.
Кроме того, Shein и её дочернее приложение ROMWE критиковали за слабую кибербезопасность сайтов, особенно после утечки в 2018 году данных десятков миллионов пользователей платформы. В июне 2020 года приложение Shein было заблокировано в Индии из-за угрозы национальной безопасности.